# Anderson Bruford Wakeman Howe (album)
Az Anderson Bruford Wakeman Howe című album a progresszív rockot játszó Yes négy tagjából álló ABWH egyetlen stúdiólemeze.

## A számok listája
1. "Themes" – 5:58
  1. "Sound"
  2. "Second Attention"
  3. "Soul Warrior"
2. "Fist of Fire" – 3:27
3. "Brother of Mine" – 10:18
  1. "The Big Dream"
  2. "Nothing can Come Between Us"
  3. "Long Lost Brother of Mine"
4. "Birthright" – 6:02
5. "The Meeting" – 4:21
6. "Quartet" – 9:22
  1. "I Wanna Learn"
  2. "She Gives Me Love"
  3. "Who Was the First"
  4. "I’m Alive"
7. "Teakbois" – 7:39
8. "Order of the Universe" – 9:02
  1. "Order Theme"
  2. "Rock Gives Courage"
  3. "It’s So Hard to Grow"
  4. "The Universe"
9. "Let’s Pretend" – 2:56

## Közreműködő zenészek
- Jon Anderson – ének
- Bill Bruford – dob
- Rick Wakeman – billentyűs hangszerek
- Steve Howe – gitár
- Tony Levin – basszusgitár

style="background:#9EFF9E;vertical-align:middle;text-align:center;" class="table-yes"|Igen